# إليانور من قشتالة (ملكة إنجلترا)
إليانور من قشتالة (1241 – 28 نوفمبر 1290) هي الزوجة الأولى وملكة إنجلترا القرينة لإدوارد الأول، وفضلاً عن ذلك هي كونتيسة بونثيو، هي إبنة فرناندو الثالث ملك قشتالة وليون من زوجته الثانية خوانا، كونتيسة بونثيو، وأيضا الأخت غير الشقيقة لـ ألفونسو العاشر ملك قشتالة وليون، وهي والدة إدوارد الثاني.

## الذرية
استطاعت إليانور انجاب لإدوارد ستة عشر ابناً، ومن بينهم:
- ليونور من إنجلترا، كونتيسة بار - تزوجت أولا من ألفونسو الثالث ملك أراغون ثم من هنري الثاني كونت بار.
- جوان.
- ألفونسو، إيرل تشستر.
- مارغريت، دوقة برابانت تزوجت من جون الثاني دوق برابانت.
- ماري.
- إليزابيث، كونتيسة هولندا تزوجت أولا من جون الأول، كونت هولندا ثم همفري دي بوهين.
- إدوارد الثاني ملك إنجلترا - خلف والده كـ ملك، تزوج من إيزابيلا من فرنسا.